# Kissarna på nya äventyr
Kissarna på nya äventyr (engelska: More Kittens) är en amerikansk animerad kortfilm från 1936. Filmen ingår i Silly Symphonies-serien.

## Handling
Tre kattungar blir utslängda från ett hus och hamnar på en bakgård.

## Om filmen
Filmen är en uppföljare till kortfilmen Tre små kissar från 1935.
I filmen förekommer en mörkhyad hushållerska, som i några TV-sändningar i USA klipptes bort helt och hållet.
I filmen spelas sången Who's Afraid of the Big Bad Wolf? från den tidigare Disney-kortfilmen Tre små grisar från 1933.
Filmen hade svensk premiär den 3 januari 1938 på biografen Spegeln i Stockholm.

## Rollista
- Lillian Randolph – hushållerskan
- Elvia Allman – kattjam
- Clarence Nash – fåglar[8]